# GMT400
Серія GMT 400 та подібна їй GMT 480 є платформою для повнорозмірних пікапів моделей 1988-1998 років. GMT 410, GMT 420 мск, GMT 425 та GMT 430 були платформами для повнорозмірних позашляховиків з 1992 по 2000 рік. Це був перший GMT призначений для варіантів С (задньопривідні) та K (привід на 4 колеса/повний привід) повнорозмірних вантажних автомобілів й позашляховиків.
Інжиніринг для GMT400 був зроблений GM Truck & Bus group, що в основному працює у орендованому приміщенні у Pioneer Engineering на 9 mile Road у Воррені у Мічигані.
Рами GMT 400 будувалися A.O. Smith Automotive Products, Dana Holding Corporation та Tower Automotive.
Ставилися бензинові двигуни: 4.3L-V6, 5.0L-V8, 5.7L-V8, 7.4L-V8 та дизельні - 6.2L V8 й 6.5L V8. Дросельної заслінки (TBI) впорскуванні палива було використано на '88-'95 бензинових двигунах. Центральноточкове впорскування (CPI) було використано на ''96-'00 4.3L-V6, 5.0L-V8, 5.7L-V8, коли на '96-'00 7.4L-V8 використовувалося багатоточковий послідовний вприск палива (SFI).
Серія GMT400 була замінена на GMT800 починаючи з 1999 року. Моделі GMT400 будувалися у Форт-Вейні, Понтіаці, Флінті, Ошаві, Джейнсвілі та Арлінгтоні (позашляховики).
Серія GMT400 знана як міцна, добре продумана й добре виглядаюча вантажівка. Шевроле Сілверадо 1991 року, що належало мешканцю Вісконсина має задокументовані 1 000 000 міль без капітального ремонту.

## Застосування

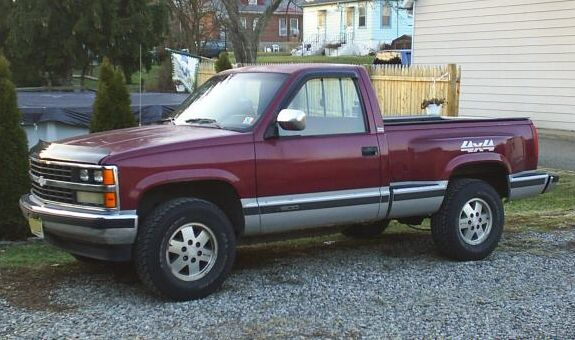
1988 Шевроле K1500 Скоттсдейл 4х4 стандартна кабіна Sportside
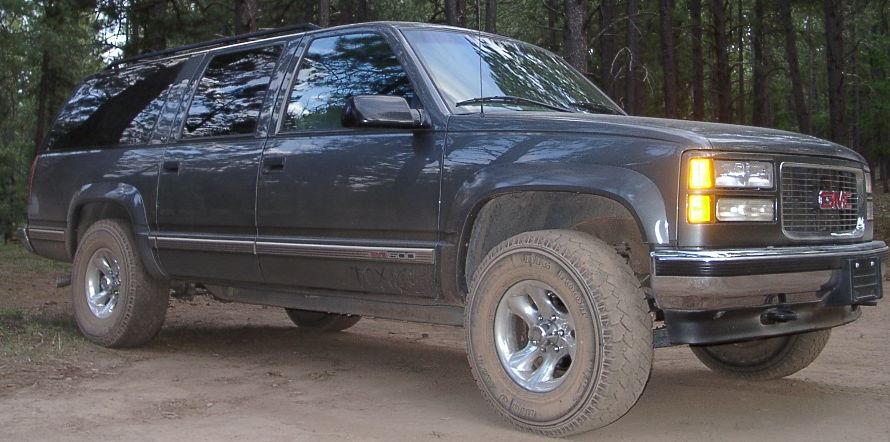
GMT400 GMC Suburban 1500 з незаводськими колесами
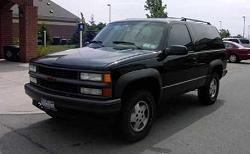
Шевроле Тахо 1995

| Основна платформа | Років     | Модель                             | Примітки |
| ----------------- | --------- | ---------------------------------- | -------- |
| GMT400/480        | 1988-2000 | Шевроле C/K                        |          |
| GMT400/480        | 1988-2000 | GMC Sierra                         |          |
| GMT410            | 1992-1999 | Шевроле Субурбан                   |          |
| GMT415            | 1992-1994 | Шевроле Повнорозмірний Блейзер     |          |
| GMT420            | 1995-2000 | Шевроле Tahoe                      |          |
| GMT425            | 1992-1999 | GMC Suburban                       |          |
| GMT430            | 1992-2000 | GMC Юкон                           |          |
| GMT435            | 1999-2000 | Кадилак Ескалейд                   |          |
| GMT455            | 1991-2002 | Шевроле/GMC, C3500 HD (Heavy Duty) |          |